# Nordby (Samsø)
Pour les articles homonymes, voir Nordby.
Norby est une localité située dans l'île de Samsø au Danemark.
Sa population était de 209 habitants en 2023.